# Lymantria metella
Lymantria metella este o specie de molii din genul Lymantria, familia Lymantriidae, descrisă de Fawcett 1915 Conform Catalogue of Life specia Lymantria metella nu are subspecii cunoscute.